# Nokia 3210
Nokia 3210 – telefon komórkowy z serii N30 wprowadzony na rynek w 1999 roku. Model zyskał sobie ogromną popularność dzięki wbudowanej antenie, intuicyjnemu menu, graficznemu wyświetlaczowi, a także możliwościami wysyłania wiadomości graficznych SMS. Przez wiele lat telefon był bardzo popularny na polskim rynku. Dzięki kablowi M-Bus można zainstalować na telefonie zmodyfikowane oprogramowanie, dostępne w sieci, uaktywniające dodatkowe funkcje telefonu, włączając w to dodatkowe gry czy alarm wibracyjny. Wersja europejska modelu 3210 domyślnie nie posiada alarmu wibracyjnego, w przeciwieństwie do wersji azjatyckiej telefonu.
Sprzedał się w ponad 150 milionach egzemplarzy.

## Dane techniczne
Czas czuwania (maksymalny)
- 170 godzin - w praktyce do 3 dni

Czas rozmowy (maksymalny)
- 270 minut - w praktyce do 3h rozmów

Dzwonki
Monofoniczne z opcją komponowania własnych melodii (wbudowany kompozytor i możliwość zapisu dodatkowych pięciu melodii)
Funkcje dodatkowe
- Zegar
- Data
- Gry (trzy standardowe, dwie ukryte)
- Alarm
- Kalkulator
- graficzne logo operatora na wyświetlaczu
- ukryta funkcja NETMONITOR (uaktywniana oprogramowaniem LogoManager i przewodem MBUS)
- wymienne panele przednie w ogromnej gamie kolorów

## Edycja Lekki
W roku 2010, francuska firma Lekki wprowadziła na rynek model 3210 Lekki– reedycję, w której odświeżono wygląd telefonu: udostępniono go w kilku dodatkowych kolorach, usprawniono także baterię telefonu, pozwalająca na korzystanie z telefonu przez 11 dni. Oprogramowanie telefonu pozostało niezmienione, zawierające te same funkcje, co model wydany w roku 1999.